# Jahrbücher der Gewächskunde
Jahrbücher der Gewächskunde (abreviado Jahrb. Gewächsk.) es un libro con ilustraciones y descripciones botánicas que fue escrito conjuntamente por Sprengel, Heinrich Adolph Schrader & Johann Heinrich Friedrich Link. Fue publicado en Berlín y Leipzig en un volumen con 3 partes en los años 1818-20.